# Никарагуа
Никара́гуа (исп. Nicaragua [nikaˈɾaɣwa], прослушатьо файле), официальное название — Респу́блика Никара́гуа (исп. República de Nicaragua [reˈpuβlika ðe nikaˈɾaɣwa]) — крупнейшее по площади государство в Центральной Америке, между Коста-Рикой (на юге) и Гондурасом (на севере). Атлантическое побережье Никарагуа европейцы открыли в 1502 году (4-е путешествие Христофора Колумба). Завоевание страны испанцами началось в 1522 (Хиль Гонсалес Давила).

## История

### Колониальный период
Атлантическое побережье Никарагуа европейцы открыли в 1502 году (четвёртая экспедиция Христофора Колумба). Завоевание страны испанцами началось в 1522 году (Хиль Гонсалес Давила).
С населявшими юго-западные территории (перешеек между озером Никарагуа и тихоокеанским побережьем) индейцами, одним из родственных ацтекам племён науа, конкистадоры заключили договор, и по имени вождя (касика) того племени — Никарао — была названа вся страна. Однако на северных территориях испанцам пришлось несколько лет воевать с другими индейскими племенами.
В XVI веке испанские конкистадоры основали два города: Гранаду — на северо-западном берегу озера Никарагуа и Леон — вблизи тихоокеанского побережья. Значительная часть индейского населения была уничтожена или вымерла от завезённых испанцами заболеваний. Остальные начали смешиваться с испанскими поселенцами.
В Никарагуа конкистадоры не обнаружили крупных месторождений золота и серебра, поэтому Гранада и Леон стали аграрными колониями Испании. С конца XVI века для работы на плантациях (индиго, сахарного тростника и какао) стали завозить чернокожих рабов из Африки, но эта рабочая сила использовалась в Никарагуа в сравнительно небольших масштабах.
С 1570 по 1821 годы Никарагуа — в составе испанского генерал-капитанства Гватемала. Территория Никарагуа была поделена между помещиками-латифундистами, которые практиковали энкомьенду и пеонаж.
Восточная часть страны — Берег Москитов, с нездоровым климатом и дремучими лесами, испанцами не колонизировалась. Там обосновались английские пираты, охотившиеся на испанские корабли. Закрепившись на восточном побережье, англичане с XVII века совершали рейды на запад Никарагуа, по реке Сан-Хуан, и нападали на испанские колонии. В тот период население Москитова Берега росло в основном за счёт чернокожих, бежавших из английских колоний. Стремясь укрепить свои позиции в Москитии, англичане организовали выборы чернокожего короля. Англичане сохраняли контроль над Москитовым Берегом вплоть до середины XIX века, когда были вынуждены уйти оттуда под давлением со стороны США, планировавших тогда провести по территории Никарагуа канал, соединяющий Атлантический и Тихий океаны.

### Первые десятилетия независимости
- 1821 году в ходе войны за независимость испанских колоний в Америке территория Никарагуа входит в состав Мексиканской империи.
- 1823—1838 — Никарагуа в составе Соединённых провинций Центральной Америки.
- 1838 — независимость Никарагуа. С середины XIX века за преобладающее влияние в Никарагуа (в основном с целью постройки на её территории межокеанского канала) развернулась борьба между США и Великобританией.
- 1856 — июнь, президент Уильям Уокер, сентябрь 1856 — отмена декрета об отмене рабства
- 1858 — столица Никарагуа — Манагуа.

### Военное правление, американская оккупация, диктатура клана Сомоса
- 1910 — начало правления военной хунты
- 1912—1933 — Американская оккупация Никарагуа.
- 1927 — начало национально-освободительной борьбы под руководством Аугусто Сесара Сандино (1927—1934 гг.).

- 1934—1979 — правление клана Сомоса, правоавторитарная олигархическая диктатура, поддерживаемая США. Основатель правящей династии Анастасио Сомоса Гарсиа убит в 1956 году революционером Ригоберто Лопесом Пересом. С 1957 по 1967 гг. президентом Никарагуа являлся его старший сын Луис Сомоса Дебайле, в 1967—1979 (с кратким перерывом) — младший сын Анастасио Сомоса Дебайле. С 1961 борьбу против диктатуры разворачивает Сандинистский фронт национального освобождения (СФНО). В 1978 году, после убийства консервативного политика и журналиста Педро Хоакина Чаморро, массовые протесты перерастают в вооружённое восстание, подавленное Национальной гвардией. СФНО продолжает партизанскую войну против режима.

### Сандинистская революцияигражданская война
- 1979 — победа Сандинистской революции. В ночь на 17 июля семейство Сомоса бежит из страны, 18 июля подаёт в отставку преемник Сомосы Франсиско Уркуйо. 19 июля повстанческая армия СФНО вступает в Манагуа. (Анастасио Сомоса Дебайле убит в Парагвае в сентябре 1980). Власть переходит к Правительственной хунте национального возрождения, представляющей СФНО и другие оппозиционные силы демократической направленности.
- 1980—1981 — либеральные консерваторы (Виолетта Барриос де Чаморро), социал-демократы (Альфонсо Робело) и демосоциалисты (Эден Пастора) вытеснены из правительства. Убит лидер предпринимательского оппозиционного движения Хорхе Саласар. Устанавливается однопартийное правление СФНО, объявившего себя марксистской организацией. Власть концентрируется в руках руководства СФНО во главе с Даниэлем Ортегой. СФНО начинает перестройку политического режима по образцу Кубы и СССР, спецслужба DGSE разворачивает политические репрессии, в экономике осуществляется национализация промышленности и аграрная коллективизация. Однако невооружённая политическая оппозиция и частное предпринимательство полностью не уничтожаются, то и другое допускается в ограниченных пределах.
- 1981—1988 — активная фаза гражданской войны между правящим СФНО и движением Контрас. Правительство Ортеги занимает всё более просоветские позиции, контрас пользуются активной поддержкой американской администрации Рональда Рейгана. Никарагуанский конфликт превращается в важный элемент глобальной Холодной войны.
- 1984 — на выборах, организованных СФНО, Даниэль Ортега избран президентом Никарагуа. Вооружённая оппозиция не признаёт легитимности голосования.
- 1987 — организации контрас — FDN, MDN, Социал-христианская партия, движение индейцев мискито YATAMA — объединяются в коалицию Никарагуанское сопротивление (RN). Формирования FDN и ARDE начинают скоординированное массированное наступление с севера (из Гондураса) и с юга (из Коста-Рики). Военные результаты контрас имеют ограниченный характер, но правительство соглашается на политический диалог.
- 1988 — сандинистское правительство после заключения мира с YATAMA заключает Соглашение Сапоа с RN. Гражданская война прекращается, оппозиция легализуется, назначаются свободные выборы президента и парламента.

### Либеральные правительства
- 1990 — в результате демократических выборов СФНО, несмотря на все прогнозы социологов, неожиданно терпит поражение. К власти приходит Национальный союз оппозиции — во главе с правоцентристским президентом Виолеттой Барриос де Чаморро. СФНО переходит в оппозицию, но сохраняет за собой кадровые позиции в силовых структурах. Новое правительство осуществляет комплекс либеральных реформ в политической и экономической системе.
- 1991 — при невыясненных обстоятельствах убит военный руководитель контрас Энрике Бермудес.
- 1992 — в автомобильной катастрофе погибает начальник штаба RN Исраэль Галеано.
- 1993 — умирает от болезни один из основателей FDN Аристидес Санчес.
- 1996 — новым президентом избирается лидер правой исторически связанной с прежним режимом Сомосы Либерально-конституционной партии (ЛКП) Арнольдо Алеман. ЛКП заключает неформальные договорённости с СФНО, устанавливается режим «двухпартийной диктатуры».
- 2001 — президентом избран представитель ЛКП Энрике Боланьос. При этом сын свергнутого в 1979 диктатора Анастасио Сомоса Портокарреро поддерживал не Боланьоса, а кандидатуру лидера СФНО Даниэля Ортеги, поскольку он больше внедрял ценности и порядки режима Сомосы.
- 2002 — Арнольдо Алеман арестован по обвинению в коррупции, впоследствии осуждён на 20 лет тюрьмы. Коррупционный скандал резко подрывает престиж либерального правительства.

### Второе правление СФНО
- 2006 — на очередных выборах президентом вновь избран Даниэль Ортега. СФНО возвращается к власти под лозунгами защиты традиционных ценностей. На этой основе правительство Ортеги поддерживает Партия никарагуанского сопротивления, объединяющая большинство бывших контрас.
- 2008 — СФНО одерживает победу на муниципальных выборах. В частности, мэром Манагуа избирается известный боксёр Алексис Аргуэльо (погиб в следующем году при невыясненных обстоятельствах). Оппозиция обвиняет правительство в фальсификации итогов голосования.
- 2009 — Верховный суд отменяет ограничения на количество президентских сроков. Данное решение не проходит утверждения в парламенте, что вызывает протесты оппозиционной Независимой либеральной партии. Находившиеся в оппозиции сомосистам и Ортеге деятели обвиняют президента Ортегу в намерении пожизненно оставаться у власти. Но Либерально-конституционная партия не выдвигает возражений. Арнольдо Алеман освобождается из-под домашнего ареста.
- 2010 — организации вооружённого подполья начинают партизанские и террористические действия против правительства СФНО.
- 2011 — президентские и парламентские выборы. Даниэль Ортега с большим перевесом избран на новый срок, СФНО получает значительное большинство в Национальной ассамблее.

В ноябре 2012 года завершилось рассмотрение дела о морской границе между Никарагуа и Колумбией — Международный Суд ООН постановил, что все семь спорных островов в Карибском море принадлежат Колумбии.
- 2013 — бывший начальник сандинистской спецслужбы DGSE Ленин Серна назначается политическим координатором судебной системы. Руководство СФНО продолжает уплотнять контроль над политической системой и экономическими активами.
- 2014 — 19 июля широко празднуется 35-я годовщина победы Сандинистской революции. 20 июля совершается резонансный теракт: подпольная организация FASN—EP обстреливает автобусы с участниками торжеств, 5 человек погибли, 19 ранены.
- 2015 — консолидируется оппозиционный блок Национальная коалиция за демократию — к Независимой либеральной партии Эдуардо Монтеалегре примыкает группа бывших командиров контрас. Заявлено намерение на ближайших выборах отстранить от власти СФНО и Даниэля Ортегу.
- 2016 — сторонниками СФНО и ЛКП осуществлён рейдерский захват Независимой либеральной партии. На президентских выборах вновь побеждает Ортега. Вице-президентом становится его жена Росарио Мурильо.
- 2021 — действующий президент Никарагуа Даниэль Ортега победил на очередных выборах президента, набрав почти 75 % голосов избирателей[12].

## Физико-географическая характеристика

### География
Никарагуа — самая большая по территории среди стран Центральной Америки, (130 370 км²), достигает 540 км в ширину, и имеет выход как к Тихому океану, где протяжённость её береговой линии составляет около 320 км, так и к Карибскому морю (480 км береговой линии); общая протяжённость морской границы достигает 800 км (береговая линия — 910 км). На суше Никарагуа граничит с Гондурасом (922 км) на севере и Коста-Рикой (309 км) на юге (всего 1231 км сухопутных границ). Столица и главный город страны — Манагуа. Никарагуа — одна из самых редко заселённых стран Центральной Америки и уступает в этом отношении только Белизу.
В пределах территории Никарагуа, отличающейся большим разнообразием ландшафтов, можно выделить четыре крупных природных области. Большую часть страны занимает сужающаяся к югу горная область, имеющая на карте форму треугольника коричневых тонов — Никарагуанское нагорье.
С востока к нему примыкает вторая область, обрамляющая Карибское побережье широкая полоса низменностей, известная как Москитный берег. Карибское побережье Никарагуа низменно, по большей части заболочено и обильно заросло мангровыми лесами и почти непроходимыми джунглями. Эта область никогда не привлекала внимание испанских конкистадоров плодородными сельхозугодьями или золотыми месторождениями, поэтому здесь сохранились участки флоры и фауны, характерные для доколумбовой Америки.
Третью область образует низменность, тянущаяся вдоль южной сухопутной границы страны поперёк перешейка от залива Фонсека на юго-восток до Карибского побережья, а четвёртую — вулканическая зона западного Никарагуа, с многочисленными действующими вулканами. Последняя наиболее заселена, как по причине плодородных вулканических почв, так и в силу более благоприятного — сухого и не столь жаркого как на восточном побережье — климата.
Температура самого холодного месяца — января — на высоте 1500 м на западном побережье составляет 16 °C. В наветренных, открытых пассату восточных частях территории — до 5000 мм осадков в год. Далее к западу количество осадков снижается. Здесь довольно чётко прослеживается два сезона — сухой (ноябрь — апрель) и влажный (май — октябрь).

### Флора и фауна Никарагуа
Никарагуа имеет довольно разнообразную флору и фауну. Среди деревьев особенно распространены дуб, сосна (западная и центральная (горная) части страны), красное дерево, каучуконосы.
Среди животных: пума, оцелот, олень, несколько видов обезьян, аллигатор, большое количество колибри и попугаев. В озере Никарагуа, крупнейшем озере страны и всей Центральной Америки, водятся пресноводные акулы (2—3 м длиной) и меч-рыба. Это является следствием того, что ранее это озеро, как и все крупные озёра Никарагуа, было морским заливом, пока тектоническая активность не сформировала Тихоокеанскую равнину, отделяющую сейчас озеро от океана. Также в это озеро впадает водопад Никарагуа(74 метра), который несёт в себе воды двух рек (Морейра и Индельта).
Национальной птицей Никарагуа является бурый момот (исп. guardabarranco) семейства Момотовые.

### Заповедные зоны
В Никарагуа имеется 79 заповедных территорий, занимающих 22 422 км², что составляет около 17,3 % территории страны. Заповедники в Никарагуа находятся под охраной государства. Национальная система заповедных территорий (англ. National System of Protected Areas, SINAP) управляется Министерством окружающей среды и природных ресурсов Никарагуа (англ. Ministry of the Environment and Natural Resources, MARENA).

### Климат
Тропический, пассатный. Средняя дневная температура сухого периода (с марта по май) 24—32 °C. Дожди возможны в период с июня по октябрь, средняя дневная температура 26—28 °C. Лучшее время для поездки на Тихоокеанское побережье и в центральные районы страны — сухое и прохладное начало зимы. На Атлантическое побережье можно ехать в любое время года, за исключением очень пыльных апреля и мая.

## Население
Динамика численности населения: 1,6 млн (1962); 3,4 млн (1988); 4,91 млн (2000); 6,1 млн (июль 2015).
Годовой прирост — 1,3 % (фертильность — 2,5 рождений на женщину).
Средняя продолжительность жизни — 69,6 лет у мужчин, 74 года у женщин.
Заражённость вирусом иммунодефицита (ВИЧ) — 0,2 % (оценка 2007 года).
Этнический состав:
- метисы 69 %
- белые 12 %
- чернокожие, мулаты и самбо 14 %
- индейцы 5 %

Официальный язык испанский, употребляются также индейские языки (1,7 %), среди афроникарагуанцев и индейцев восточного побережья распространён местный диалект вест-индского варианта английского языка (0,8 %).
Грамотность населения — 78,0 % (оценка 2010 года, доля неграмотных старше 15 лет).
По данным исследовательского центра Pew Research Center в 2010 году в Никарагуа проживало 4,97 млн христиан, которые составляли 85,9 % населения этой страны. Энциклопедия «Религии мира» Дж. Г. Мелтона оценивает долю христиан в 2010 году в 96 % (5,597 млн).
Крупнейшим направлением христианства в стране является католицизм 58,5 %. Далее следуют евангелисты 21,6 % (Ассамблеи Бога, Церковь Бога и баптисты), Моравские братья 1,6 % (среди индейцев и самбо автономных регионов атлантического побережья), свидетели Иеговы 0,9 %, другие 1,7 %, атеисты 15,7 % (по переписи 2005 года). В столице Манагуа в 2009 году была построена первая в Никарагуа мечеть, Исламскую Культурную Ассоциацию в Манагуа регулярно посещает около 320 мужчин.

## Естественный прирост населения Никарагуа
Согласно исследованию 2014 года, опубликованному в Журнале генетики и молекулярной биологии, 69 процентов никарагуанцев имеют европейское происхождение, 20 процентов — африканское и 11 процентов — коренное происхождение. Японское исследование «Геномные компоненты в американской демографии» показало, что никарагуанцы в среднем составляют 58—62 % европейцев, 28 % коренных американцев и 14 % африканцев, с очень небольшим вкладом Ближнего Востока. Негенетические данные из Всемирной книги фактов ЦРУ показывают, что из 5 966 798 населения Никарагуа в 2016 году примерно 69 % составляют метисы, 17 % — белые, 5 % — коренные американцы и 9 % — черные и представители других рас. Ситуация меняется с изменением моделей миграции. По состоянию на 2013 год 58 % населения проживает в городах.
Столица Манагуа — крупнейший город с населением 1 042 641 человек в 2016 году. В 2005 году более 5 миллионов человек проживали в Тихоокеанском, Центральном и Северном регионах, а 700 000 — в Карибском регионе.
Растет сообщество эмигрантов, многие из которых приезжают в целях бизнеса, инвестиций или выхода на пенсию со всего мира, например, из США, Канады, Тайваня и европейских стран; большинство из них расположены в Манагуа, Гранаде и Сан-Хуан-дель-Сур.

## Государственно-политическое устройство
Государственный строй — президентская республика. Главой государства и правительства является президент Никарагуа, избираемый сроком на 6 лет.
В октябре 2009 года Верховный суд Никарагуа отменил статью Конституции, ограничивавшую президентство одним 5-летним сроком. Это позволило лидеру СФНО Даниэлю Ортеге повторно баллотироваться и одержать победу на выборах 2011 года. Решение Верховного суда и переизбрание Ортеги вызвали резкую критику легальной оппозиции и возникновение вооружённого подполья по типу контрас 1980-х годов.
Законодательный орган — однопалатная Национальная Ассамблея из 92 депутатов. 90 депутатов избираются всеобщим прямым голосованием на 5-летний срок; из них 20 — по общенациональному списку, 70 — от округов и автономных регионов. Депутатами являются также президент, правивший предыдущие пять лет, и кандидат в президенты, набравший наибольшее после победителя количество голосов на последних выборах.
Политические партии, представленные в Национальной ассамблее по итогам выборов 6 ноября 2011 года:
- Сандинистский фронт национального освобождения (придерживается специфической идеологии левого варианта правого традиционализма, лидер Даниэль Ортега) — 63 мандата;
- Независимая либеральная партия (правоцентристская оппозиционная, лидер Эдуардо Монтеалегре) — 27 мандатов;
- Либерально-конституционная партия (правоцентристская, сотрудничающая с правительством, лидер Арнольдо Алеман) — 2 мандата.

(По результатам голосования сандинисты получили 62 мандата, независимые либералы — 26, но депутатами стали также их кандидаты в президенты.)
Около 20 легальных партий в Национальной ассамблее не представлены.
В ноябре 2024 года правительство представило частичную конституционную реформу, которая установила масштабные изменения в правительстве. Реформа определила Никарагуа как революционное социалистическое государство с флагом Сандинистского фронта национального освобождения в качестве национального символа, запретила нарушения «принципов безопасности, мира и благополучия, установленных в Конституции», и объявила противников этого «предателями родины», будь то внутри или за пределами национальной территории. Эта реформа также увеличила президентские полномочия, установив сопрезидентство, способное «координировать» действия с другими «государственными органами», такими как законодательная, судебная и исполнительная власть. Среди других изменений реформа увеличивает президентский срок с 5 до 6 лет, создаёт добровольную гражданскую полицию в качестве «вспомогательного органа в поддержку Национальной полиции» и ограничивает любые высказывания или религиозные обряды, которые «нарушают общественный порядок» и конституционные принципы.
Реформа подверглась широкой критике со стороны ОАГ и оппозиционных деятелей как официальное узаконивание репрессивных практик, устранение сдержек и противовесов и установление «двуглавой диктатуры». Она была осуждена как «самое вопиющее нарушение прав человека», поскольку «речь идет о конституции». ОАГ далее раскритиковала реформу как «незаконную» и как «неправильную форму институционализации супружеской диктатуры». Другие издания, включая уругвайский Diálogo Político, осудили реформы как установление тоталитарного правительства.

## Вооружённые силы
Вооружённые силы Никарагуа имеют в своём составе ВВС, ВМС и сухопутные войска. Общая численность войск оценивается примерно в 14 000 человек. Военный бюджет составляет 85 миллионов долларов, или около 0,7 % расходов страны. На вооружении находится в основном советское и российское оружие, имеются также британские, французские, турецкие виды военной техники.

## Экономика
Никарагуа — страна в основном с аграрной экономикой, одна из беднейших в Западном полушарии (беднее неё в Центральной Америке только Гондурас и Гаити). ВВП на душу населения по ППС в 2009 году — 4800 долл. (168-е место в мире). Доля населения ниже официального уровня бедности — 48 % (в 2005). Безработица — 8,2 % (в 2009). Госдолг — 17 % от ВВП. По данным ООН, 79 % населения Никарагуа живёт менее, чем на 2 доллара в день.
В сельском хозяйстве (17,5 % ВВП, 29 % работающих) производятся кофе, бананы, тростниковый сахар, хлопок, рис, кукуруза, табак, соя.
Промышленность (26,5 % ВВП, 19 % работающих) — переработка сельхозпродукции, производство напитков, текстильное и обувное производство, переработка нефтепродуктов, лесопилки.
Сфера обслуживания — 56 % ВВП, 52 % работающих.
Проблемой является состояние энергетики. 84 % электроэнергии производится на ТЭС, хотя ещё в 1990 году половина электричества производилась на ГеоЭС и ГЭС. В связи с высокими ценами на нефть такая структура энергопроизводства ведёт к инфляции и замедлению экономического роста (в 2007 г. инфляция составила 16,88 %, а рост ВВП — лишь 3,7 %). Лидирующие по темпам роста секторы экономики — банковский, строительный, пищевая промышленность, туризм, текстильное производство.

### Транспорт
Большая часть транспортных средств и путей сообщения сосредоточена в западной части страны. Интенсивное строительство автомобильных дорог началось в 1940-е годы, сейчас их общая протяжённость в стране около 30 тыс. км, в основном без твёрдого покрытия; поскольку на восточном побережье сезон дождей длится девять месяцев из двенадцати, а дорог с твёрдым покрытием там практически нет, большую часть года восточное побережье отрезано в транспортном отношении от западной части страны; местное население использует для передвижения местные реки, которыми изобилует восток страны. Национальная авиакомпания «Ла Костенья» осуществляет полёты на внутренних рейсах из столичного аэропорта «Аугусто Сесар Сандино»; из этого же аэропорта осуществляются международные рейсы иностранными авиаперевозчиками. Основной морской порт Коринто расположен на Тихоокеанском побережье. Поскольку большую часть торгового оборота страны составляет торговля с атлантическими странами, то вынужденно используются порты соседей на атлантическом побережье — Лимон в Коста-Рике и Пуэрто-Лемпир в Гондурасе. Состояние внутренних сухопутных коммуникаций и недостаточные глубины не позволяют использовать существующие порты атлантического побережья Никарагуа, такие как Блуфилдс и пр. Глубоководный же порт в Манки-Пойнт в настоящее время является лишь проектом.

### Внешняя торговля
Экспорт в 2017 г. — 5,34 млрд долл. Импорт в 2017 г. — 7,86 млрд долл.
Главные экспортные товары (2017 г.) — текстильные товары (28 %), изолированные провода (12 %), кофе (9,7 %), золото (8 %) и замороженная говядина (5,7 %), также экспортируются фрукты, орехи, сахар, табак и ракообразные.
Основные покупатели (в 2017) — США (3,09 млрд долл.), Мексика (340 млн долл.), Сальвадор (275 млн долл.), Коста-Рика (154 млн долл.) и Гондурас (154 млн долл.).
Главные импортные товары (2017 г.) — машины, оборудование и электроника (16,9 %), текстильное сырьё, ткани и полуфабрикаты (16,2 %), химические товары, включая медикаменты (13 %), а также нефтепродукты, металлы и готовые продовольственные товары.
Основные поставщики (в 2017) — США (1,75 млрд долл.), Китай (1,16 млрд долл.), Мексика (1,01 млрд долл.), Гондурас (0,5 млрд долл.) и Коста-Рика (0,478 млрд долл.).
Внешний долг Никарагуа — 4,7 млрд долл. (на конец 2009 г.).
Национальная валюта — золотая кордоба. Официальный валютный курс — 36,8 золотых кордоб за 1 доллар США.
Никарагуа имеет отрицательный торговый баланс (импорт превышает экспорт более чем на 1 млрд долларов), основной причиной этого является с одной стороны идущая с середины 90-х политика борьбы с инфляцией при помощи высокого курса национальной валюты, с другой — валютные кредиты МВФ, которые являются материальной базой такой политики (в 2006 г. валютные резервы Никарагуа достигли 869 млн долларов).
В результате в 1994—2004 гг. эффективный курс кордобы вырос в 2,5 раза, из-за чего цены на экспортные товары резко возросли, а на импортные — значительно уменьшились. Многие традиционные производства — такие как производство кофе — претерпевают в последние годы из-за неадекватного курса национальной валюты тенденцию к сокращению даже несмотря на рост цен на кофе на мировом рынке.

### Деньги
Денежная единица Никарагуа — кордоба. 1 кордоба = 100 сентаво. 1 доллар США приблизительно эквивалентен 36 кордоб (ноябрь 2022 г.).
Валюту можно обменять в одном из банков или обменных пунктов. Также можно заплатить в любом месте долларами. Евро в стране принимается только в банках. Кредитные карты принимаются к оплате повсеместно.
Гиперинфляция, 1980-е
|                                             |                                             |                                    |                                    |
| 20 тысяч из 20 никарагуанских кордоба, 1987 | 20 тысяч из 20 никарагуанских кордоба, 1987 | 100 тысяч 1989 из 100 кордоба 1985 | 100 тысяч 1989 из 100 кордоба 1985 |

|                                             |                                             |                                   |                                   |
| 50 тысяч из 50 никарагуанских кордоба, 1987 | 50 тысяч из 50 никарагуанских кордоба, 1987 | 500 тысяч 1990 из 20 кордоба 1985 | 500 тысяч 1990 из 20 кордоба 1985 |

|                                  |                                  |                                   |                                   |
| 10 тысяч 1989 из 10 кордоба 1985 | 10 тысяч 1989 из 10 кордоба 1985 | Миллион 1990 из 1000 кордоба 1985 | Миллион 1990 из 1000 кордоба 1985 |

В 1980—1990 годы в Никарагуа шла по сути «необъявленная война» между пришедшими к власти в конце 1979 году левыми «сандинистами» и движением «контрас», которых открыто поддерживали США.
Рост военных расходов, убытки и разрушения в ходе боевых действий и диверсий «контрас» стали причиной быстрой гиперинфляции, которая в 1988 году достигла тридцати тысяч процентов.
В результате на протяжении нескольких лет делались надпечатки на банкнотах старых годов выпуска, в тысячи и десятки тысяч раз увеличивавшие номинал данных купюр.
|                                                    |  |
| 500 тысяч из 1000 никарагуанских кордоба, 1987 год |  |

Надпечатки делались простой чёрной типографской краской (в одну краску) в 1987—1991 годах на купюрах никарагуанской валюты кордоба образца 1979 и 1985 годов.
Данные надпечатки выполнялись зачастую весьма некачественно: или на одной стороне купюры, или криво, или перевёрнутые надпечатки (вверх ногами), или плохо пропечатанный оттиск.
Из-за лёгкости подделок широко были распространены фальшивые деньги с данными надпечатками.

## Полезные ископаемые
Золото, серебро, медь, вольфрам, свинец, цинк, никель, ртуть в небольших количествах, на шельфе обнаружены нефть и газ, в настоящий момент западные компании пытаются получить права на их разработку, которой, однако, мешают как экологические опасения соседних стран (в особенности Коста-Рики, с её развитой курортно-туристической отраслью), так и приграничные споры, напрямую затрагивающие некоторые нефтяные месторождения.

## Внешняя политика
Во второй половине XX века, в связи с возросшим влиянием СССР, в Никарагуа начали набирать силу идеи левого толка. Это, в свою очередь, привело к конфликту с США, поддержавшего диктатора Сомосу.
В настоящее время[когда?] в Никарагуа набирает силу антиамериканское движение, что привело страну к сближению с Кубой, Венесуэлой, Боливией и др. странами. В последнее время[когда?], из-за действий американских военных (Ирак, Афганистан и др.) в руководстве Никарагуа начали усиливаться пророссийские настроения, подкреплённые памятью о щедрой поддержке просоветского режима правительством СССР. Долг Никарагуа СССР на момент распада последнего составил порядка 3,5 млрд долл. США (чуть менее 1000 на одного никарагуанца). Россия поэтапно списала весь долг.
Внешняя политика Никарагуа напрямую связана с деятельностью Даниэля Ортеги, президента страны, главы партии Сандинистский Фронт Национального Освобождения, победившего на президентских выборах в 2006 г. Со времён прихода к власти Ортега совершил ряд изменений во внешнеполитическом курсе, но некоторые направления остались при нём неизменными в сравнении с предыдущим либеральным правительством.
Как и предыдущая администрация, сандинистское руководство рассматривает крупномасштабную внешнюю помощь как необходимое условие экономического выживания страны. Ортега принял все условия США и других крупных международных доноров, гарантирующие выделение новых порций финансовой подпитки. Основными донорами для Никарагуа выступают США, ЕС, Япония и Тайвань.
Так как главным конкурентом на внутреннем рынке Никарагуа остаётся США, составляя около 24 % товарооборота страны, отношения с этим государством остаются прохладными. Основными политическими партнёрами являются страны латиноамериканского социализма, Венесуэла — Куба — Боливия, а также Эквадор.
Международный суд — высшая судебная инстанция ООН — в ноябре 2012 года принял решение по более чем 10-летней тяжбе Колумбии и Никарагуа вокруг группы спорных островов в Карибском бассейне, постановив, что они принадлежат Колумбии, однако изменив также морскую границу и расширив тем самым территориальные воды Никарагуа. Об этом сообщала BBC. Архипелаг, за который шёл спор, находится примерно в 775 км от побережья Колумбии и в 230 км от Никарагуа. В решении суда говорится, что острова Ронкадор, Китасуэньо, Серрана, Серранилья, Бахо-Нуэво, Кайо-Боливар и Альбукерке, а также воды и морское дно вокруг них принадлежат Колумбии. При этом постановление суда, согласно которому увеличены территориальные воды Никарагуа, потенциально предоставляет стране возможность расширения рыбного промысла, а также даёт ей доступ к месторождениям нефти и газа. В решении также подчёркивается, что оно никак не влияет на границы территориальных вод Коста-Рики и Гондураса.
Никарагуа находится в территориальных спорах с Коста-Рикой из-за реки Сан-Хуан.
12 октября 2022 года Никарагуа проголосовала против осуждения России за её вторжение в Украину.

## Административно-территориальное деление
Территория делится на 15 департаментов и 2 автономных региона.
| № п/п | Департамент                   | Административный центр | Площадь, км² | Население, чел. (2012) | Плотность, чел./км² |
| ----- | ----------------------------- | ---------------------- | ------------ | ---------------------- | ------------------- |
| 1     | Боако                         | Боако                  | 4 176,68     | 174 682                | 41,82               |
| 2     | Карасо                        | Хинотепе               | 1 081,40     | 186 898                | 172,83              |
| 3     | Чинандега                     | Чинандега              | 4 822,42     | 423 062                | 87,73               |
| 4     | Чонталес                      | Хуигальпа              | 6 481,27     | 182 838                | 28,21               |
| 5     | Эстели                        | Эстели                 | 2 229,69     | 220 703                | 98,98               |
| 6     | Гранада                       | Гранада                | 1 039,68     | 200 991                | 193,32              |
| 7     | Хинотега                      | Хинотега               | 9 222,40     | 417 372                | 45,26               |
| 8     | Леон                          | Леон                   | 5 138,03     | 404 471                | 78,72               |
| 9     | Мадрис                        | Сомото                 | 1 708,23     | 158 020                | 92,51               |
| 10    | Манагуа                       | Манагуа                | 3 465,10     | 1 448 271              | 417,96              |
| 11    | Масая                         | Масая                  | 610,78       | 348 254                | 570,18              |
| 12    | Матагальпа                    | Матагальпа             | 6 803,86     | 542 419                | 79,72               |
| 13    | Нуэва-Сеговия                 | Окоталь                | 3 491,28     | 243 014                | 69,61               |
| 14    | Ривас                         | Ривас                  | 2 161,82     | 174 589                | 80,76               |
| 15    | Сан-Хуан                      | Сан-Карлос             | 7 473        | 95 596                 | 12,79               |
| 16    | Атлантический Северный (авт.) | Пуэрто-Кабесас         | 33 105,98    | 453 541                | 13,70               |
| 17    | Атлантический Южный (авт.)    | Блуфилдс               | 27 260,02    | 369 254                | 13,55               |
|       | Всего                         |                        | 120 339,54   | 6 071 045              | 50,45               |

Примечание: Остальные 9 150 км² занимают водные пространства (особенно озеро Никарагуа и озеро Манагуа).

## Праздники
- 1 января — Новый год
- 6 января — Богоявление (приход волхвов) (Epifanía)
- 8 марта — Международный женский день
- Подвижная дата в марте-апреле — Святая неделя (Semana Santa), включающая Вербное воскресенье (Domingo de Ramos), Страстной четверг, пятницу и субботу, Воскресение Христово (Пасха, Pascua Florida)
- 1 мая — День труда
- 3 мая — День креста
- 30 мая — День Матери
- 1 июня — День ребёнка
- 27 июня — День никарагуанского сопротивления, мира, свободы, единства и национального примирения
- 19 июля — День Сандинистской Революции (1979 г.)
- 1 августа — Праздник Санто-Доминго
- 14 сентября — Годовщина сражения при Сан-Хасинто
- 15 сентября — День независимости
- 29 сентября — День Библии
- 2 ноября — День Мёртвых
- 8 декабря — Непорочное Зачатие
- 12 декабря — День Дружбы между Россией и Никарагуа
- 25 декабря — Рождество Христово

Каждый населённый пункт Никарагуа раз в год отмечает день своего ангела-хранителя — «фиеста патрональ».

## Въездные правила
С 2009 года Никарагуа отменила визы для граждан России, Беларуси, Украины и ещё 70 стран мира. При въезде в страну необходимо уплатить 10 долларов, а при вылете — аэропортовый сбор в размере 35 долларов США, в случае если он не был включён в стоимость авиабилетов. Сертификат о прививках не требуется. При ввозе и вывозе домашних животных необходимо предъявить соответствующие документы и оплатить разрешение на ввоз/вывоз в размере 20 долларов. Разрешено ввозить: 200 сигарет, или 50 сигар, или 500 г табака, 3 л спиртных напитков, 2 кг конфет или шоколада. Также можно ввезти мини-компьютер, бинокль, фото, аудио- и видеотехнику — по одному предмету каждого наименования.

## Кухня
Местные жители употребляют блюда из риса и местных овощей; из мясных блюд в пищу употребляются игуаны. В отелях и ресторанах туристам предложат блюда, приготовленные в основном из даров моря. Самым известным алкогольным напитком в Никарагуа является ром Флор Де Канья, который экспортируется по всему свету.

## Традиции
Каждый населённый пункт Никарагуа раз в год отмечает день своего ангела-хранителя — «фиеста патрональ». Во время одного из таких праздников, например январского в Сан-Себастьяне и июльского — в Сантьяго, можно увидеть массу красочных фольклорных выступлений и маскарадных процессий.